# Annona purpurea
Annona purpurea este o specie de plante angiosperme din genul Annona, familia Annonaceae, descrisă de Moç., Sessé și Michel Félix Dunal. Conform Catalogue of Life specia Annona purpurea nu are subspecii cunoscute.